# Kazuto Kushida
Kazuto Kushida (櫛田一斗?, Kushida Kazuto; Kyoto, 20 gennaio 1987) è un ex calciatore giapponese, di ruolo centrocampista.

## Carriera
In carriera ha giocato 23 partite nelle coppe asiatiche, di cui 3 per la AFC Champions League e 20 per la Coppa dell'AFC, tutte con il Chonburi.